# Kfz-Kennzeichen (Island)

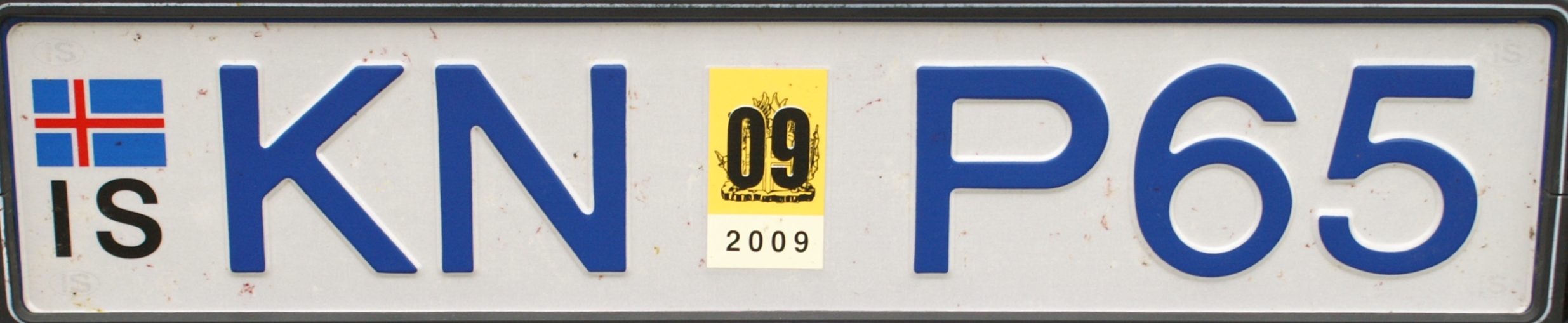
Aktuelles Kennzeichen aus Island

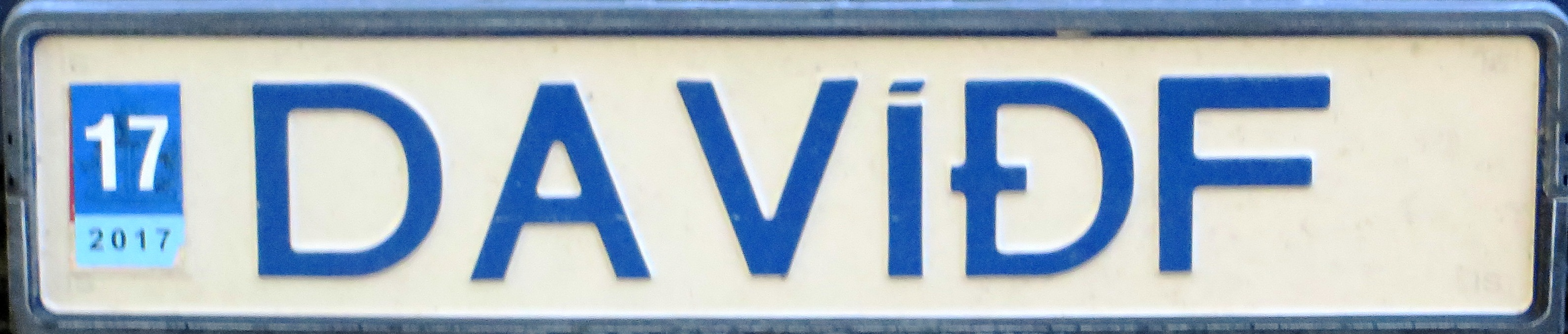
Wunschkennzeichen

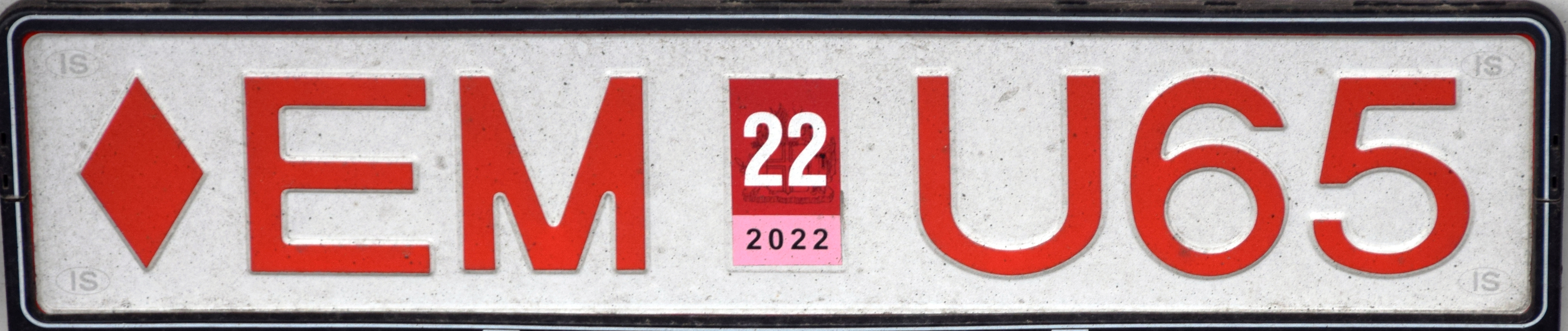
Kommerzielles Kennzeichen

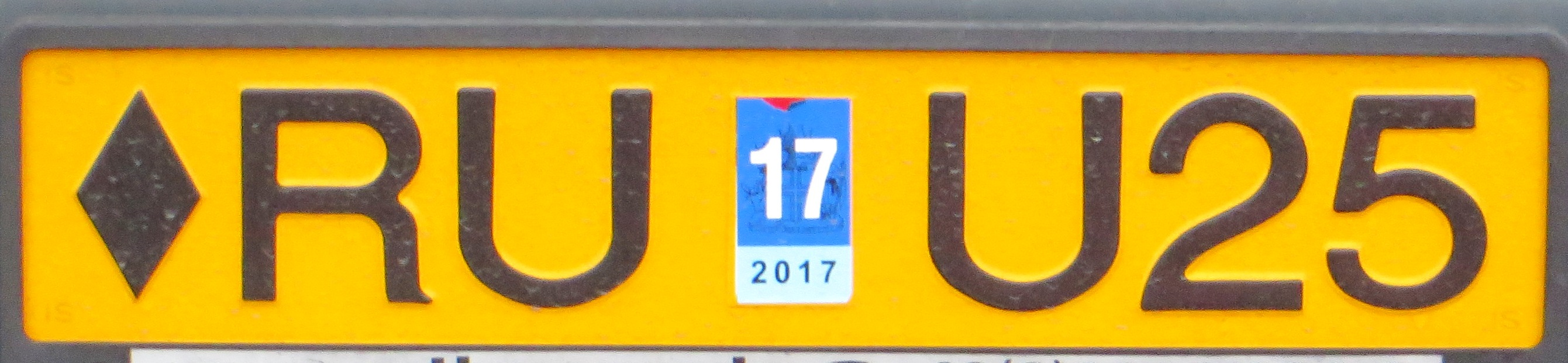
Kennzeichen für steuervergünstigste Fahrzeuge

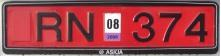
Temporäres Nummernschild

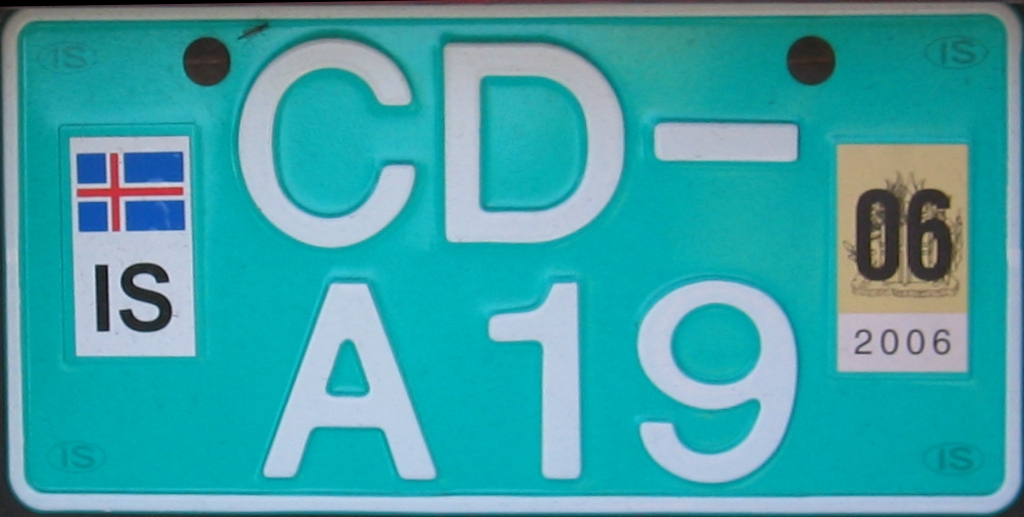
Diplomatenkennzeichen

Die Kfz-Kennzeichen von Island haben seit 1989 eine weiße Grundfarbe und bestehen aus zwei blauen Buchstaben sowie drei blauen Ziffern. Zwischen den Buchstaben und Ziffern befindet sich ein Sticker. Seit 2004 zeigen sie am linken Rand die Nationalflagge Islands sowie das Nationalitätszeichen IS. Infolge des wachsenden Fahrzeugbestandes wurde 2007 eine neue Kombination nach dem Muster AB C12 begonnen. Die Kombinationen werden fortlaufend vergeben und lassen keine Rückschlüsse auf die Herkunft des Fahrzeuges zu. Zudem besteht die Möglichkeit eines Wunschkennzeichens, bei dem die Zeichenkombination frei gewählt werden kann, einzige Bedingung: keine Doppelungen mit bereits vergebenen Kennzeichen. Viele Kfz-Halter wählen dennoch die bisherigen Kürzel, andere jedoch ganz freie Kombinationen, z. B. den eigenen Namen (z. B. GISLI).
Island ist neben Deutschland und einigen Balkanstaaten eines der wenigen Länder, die auch bei regulären Nummernschildern landesspezifische Buchstaben (z. B. Þ oder Ð) zulassen.
Daneben existiert in Island noch eine Reihe an Sonderkennzeichen, die sich durch ihre farbliche Gestaltung abheben. Kennzeichen für kommerziell genutzte Fahrzeuge besitzen rote Schrift und zeigen am linken Rand einen roten Rhombus. Gelbe Nummernschilder symbolisieren, dass das Fahrzeug steuerbefreiten Kraftstoff tanken darf. Dies ist beispielsweise bei Fahrzeugen der Feuerwehr der Fall. Temporäre Kennzeichen besitzen einen roten Grund und schwarze Schrift. Sie beginnen immer mit den Buchstaben RN.

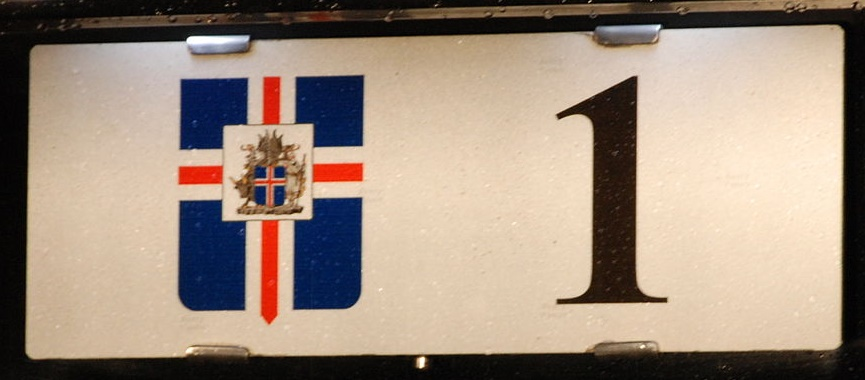
Nummernschild am Präsidentenfahrzeug

Das Nummernschild am Fahrzeug des isländischen Präsidenten zeigt die senkrecht stehende Präsidentenflagge und die Ziffer 1.
Diplomatenkennzeichen besitzen grünen Grund und weiße Aufschrift. Sie beginnen mit den Buchstaben CD gefolgt von einem Buchstaben, der das Herkunftsland angibt und einer zweistelligen Zahl.
Die Nummernschilder werden von den Insassen des Litla-Hraun-Gefängnisses hergestellt.
Diplomatische Kodes:
| A Vereinigte Staaten B Vereinigtes Königreich C Dänemark D Finnland E Frankreich F Indien, vormals Belgien G Volksrepublik China | H Norwegen I Polen J Russland K Schweden L Tschechien M Kanada, ehem. DDR | N Deutschland O Internationaler Währungsfonds P Japan R Europäische Union S NATO T Spanien |

## Geschichte

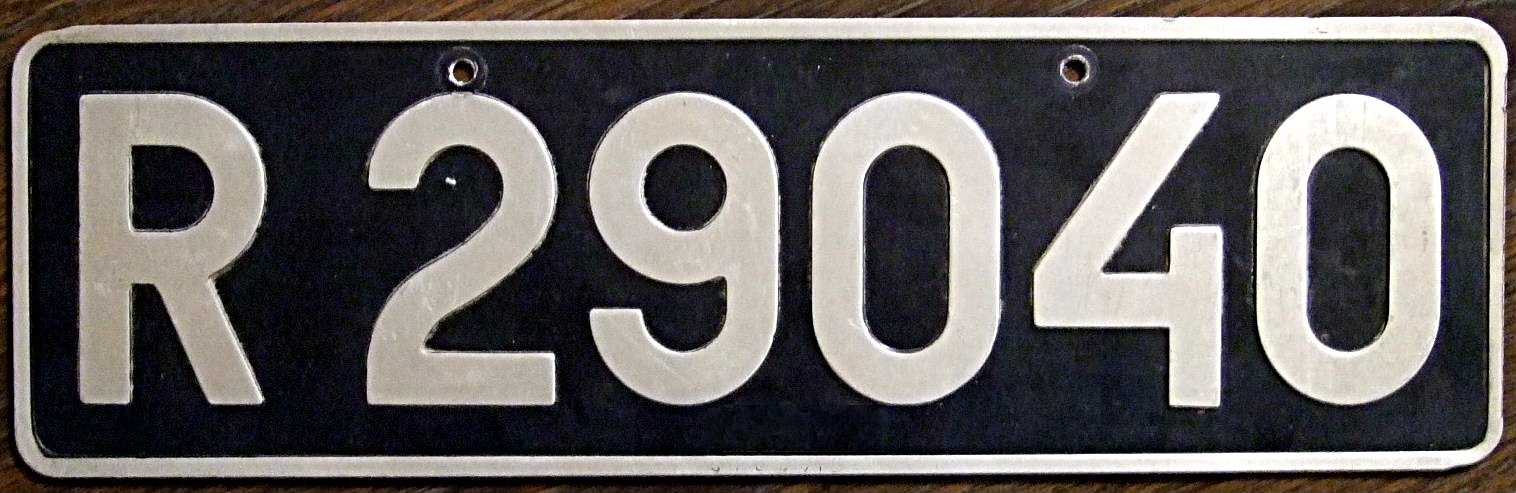
Kennzeichen bis 1989

Bis 1989 hatten die Kfz-Kennzeichen schwarze Grundfarbe mit weißen oder silbermetallfarbigen Buchstaben und Ziffern. An erster Stelle stand bis 1989 der Großbuchstabe des Kreis-Zulassungsortes. Ihm folgten bis zu fünf Ziffern. Islands Flughafen in Keflavík, der Flughafen Leifur Eriksson, hatte eigene Schilder.

### Die Kreiskürzel
Insgesamt existierten 24 Kreise:

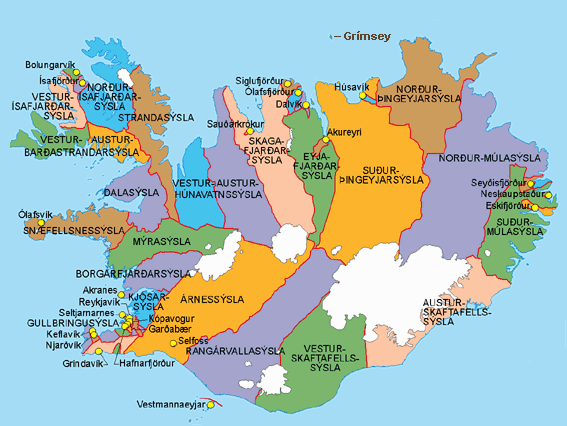
Geografische Verteilung der Kreise

- A – Akureyri (Eyjafjarðarsýsla) am Eyjafjord (Himmelsrichtung: N)
- B – Vatneyri (Vestur-Barðastrandarsýsla und Austur-Barðastrandarsýsla) am Patreksfjord (NW)
- D – Dalasýsla (Búðardalur) am Hvammsfjord (W)
- E – Akranes am Hvalfjörður (W)
- F – Siglufjörður (N), 2006 Eingemeindung zu Fjallabyggð (N)
- G – Hafnarfjörður (Gullbringusýsla und Kjósarsýsla), westlich von Reykjavík (W)
- H – Blönduós (Austur-Húnavatnssýsla und Vestur-Húnavatnssýsla) am Fluss Blanda (N)
- I – Ísafjörður (Vestur-Ísafjarðarsýsla und Norður-Ísafjarðarsýsla) (NW)
- J – Flughafen Keflavík (Keflavíkurflugvöllur), Halbinsel Reykjanesskagi (W)
- K – Sauðárkrókur (Skagafjarðarsýsla) Skagafjord (N)
- L – Hella (Rangárvallasýsla) (SW)
- M – Borgarnes (Mýrasýsla und Borgarfjarðarsýsla) (W)
- N – Neskaupstaður, Eingemeindung am 7. Juni 1998 zu Fjarðabyggð an der Norwegischen See (W)
- Ó – Ólafsfjörður (N), 2006 Eingemeindung zu Fjallabyggð (N)
- P – Helgafellssveit (Snæfells- og Hnappadalssýsla) (W)
- R – Reykjavík (SW)
- S – Seyðisfjörður (Norður-Múlasýsla) 14° ö. L. (W)
- T – Holmavík (Strandasýsla) (NW)
- U – Eskifjörður (Suður-Múlasýsla), Reyðarfjord (W)
- V – Vestmannaeyjar (Westmännerinseln), Heimaey (S)
- X – Selfoss (Árnessýsla) am Hvítáfluss (SW)
- Y – Kópavogur SW-Reykjavík (W)
- Z – Vík í Mýrdal ( Vestur-Skaftafellssýsla) an der Island-Passage (S)
- Þ – Húsavík (Norður-Þingeyjarsýsla und Suður-Þingeyjarsýsla) an der Skjálfandi-Bucht (N)
- Ö, Ø – Keflavík (Keflavíkurflugvöllur), Halbinsel Reykjanesskagi (W)